# Černé jezero (Orlice)
Černé jezero je vodní plocha o rozloze 0,56 ha vzniklá jako pozůstatek mrtvého ramene řeky Orlice po provedení regulace Orlice  v dvacátých letech 20. století. Nachází se asi 1 km severovýchodně od Malšovického jezu a je využívána jako mimopstruhový rybářský revír.

## Galerie

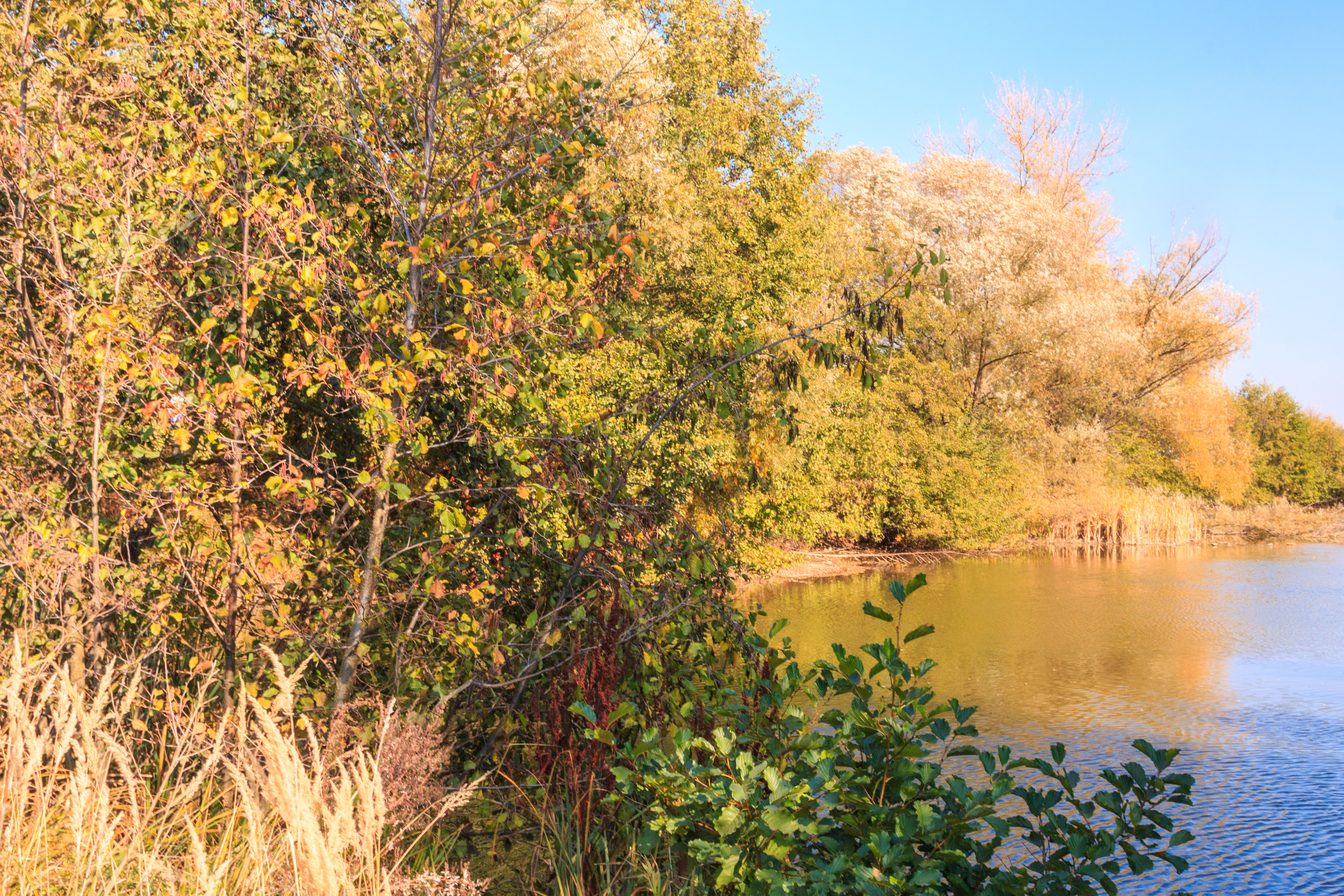
Černé jezero – mrtvé rameno řeky Orlice
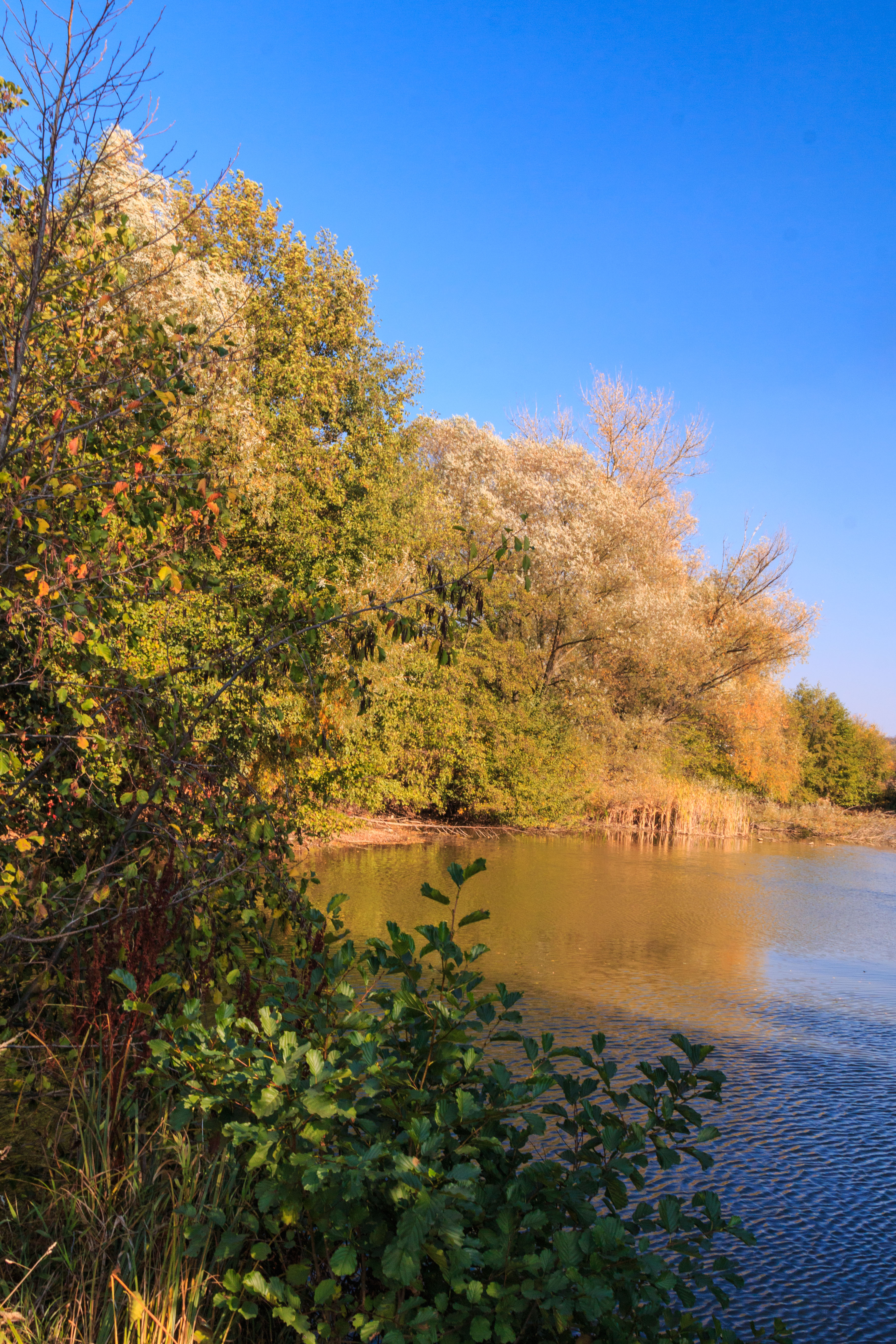
Černé jezero – mrtvé rameno řeky Orlice
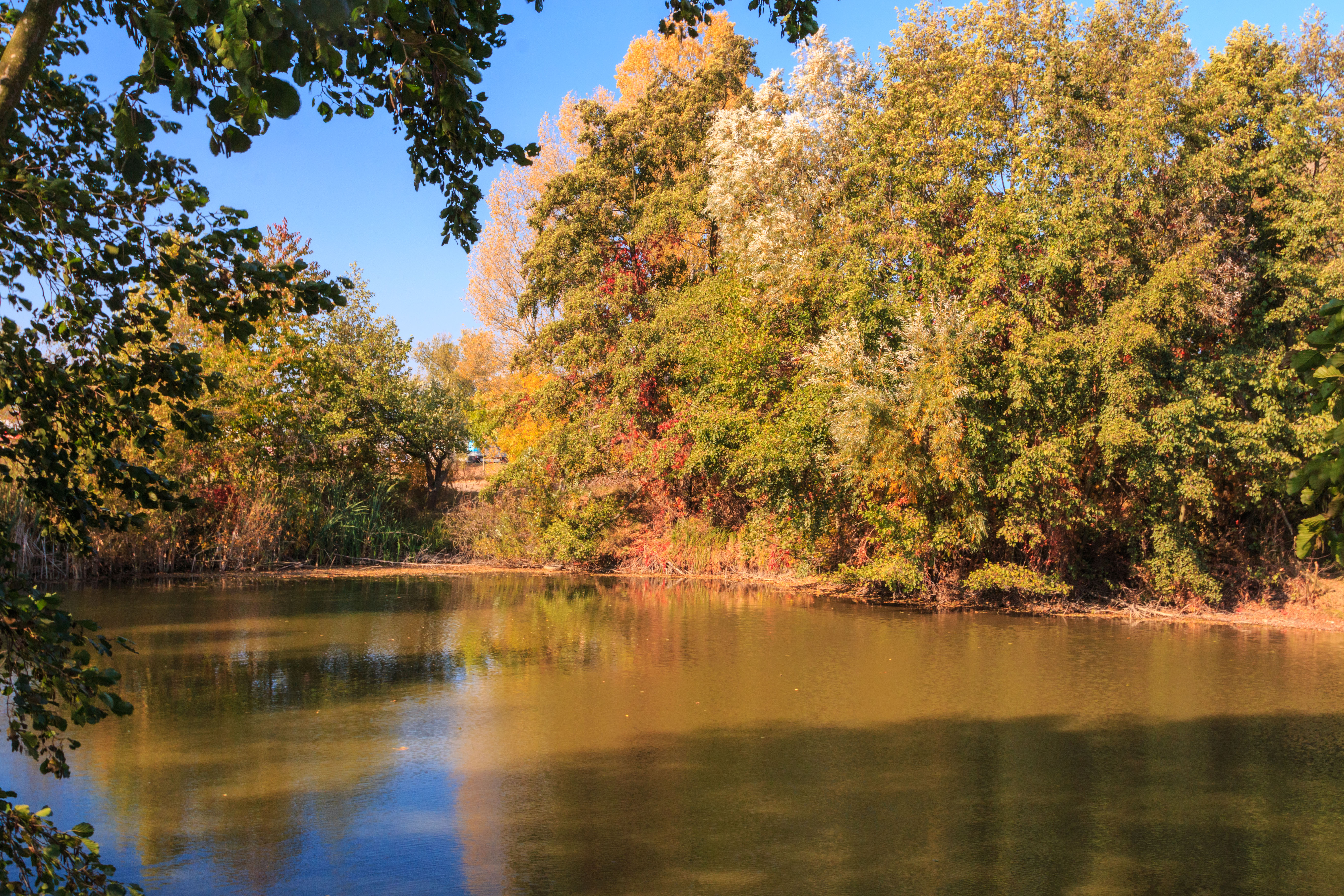
Černé jezero – mrtvé rameno řeky Orlice
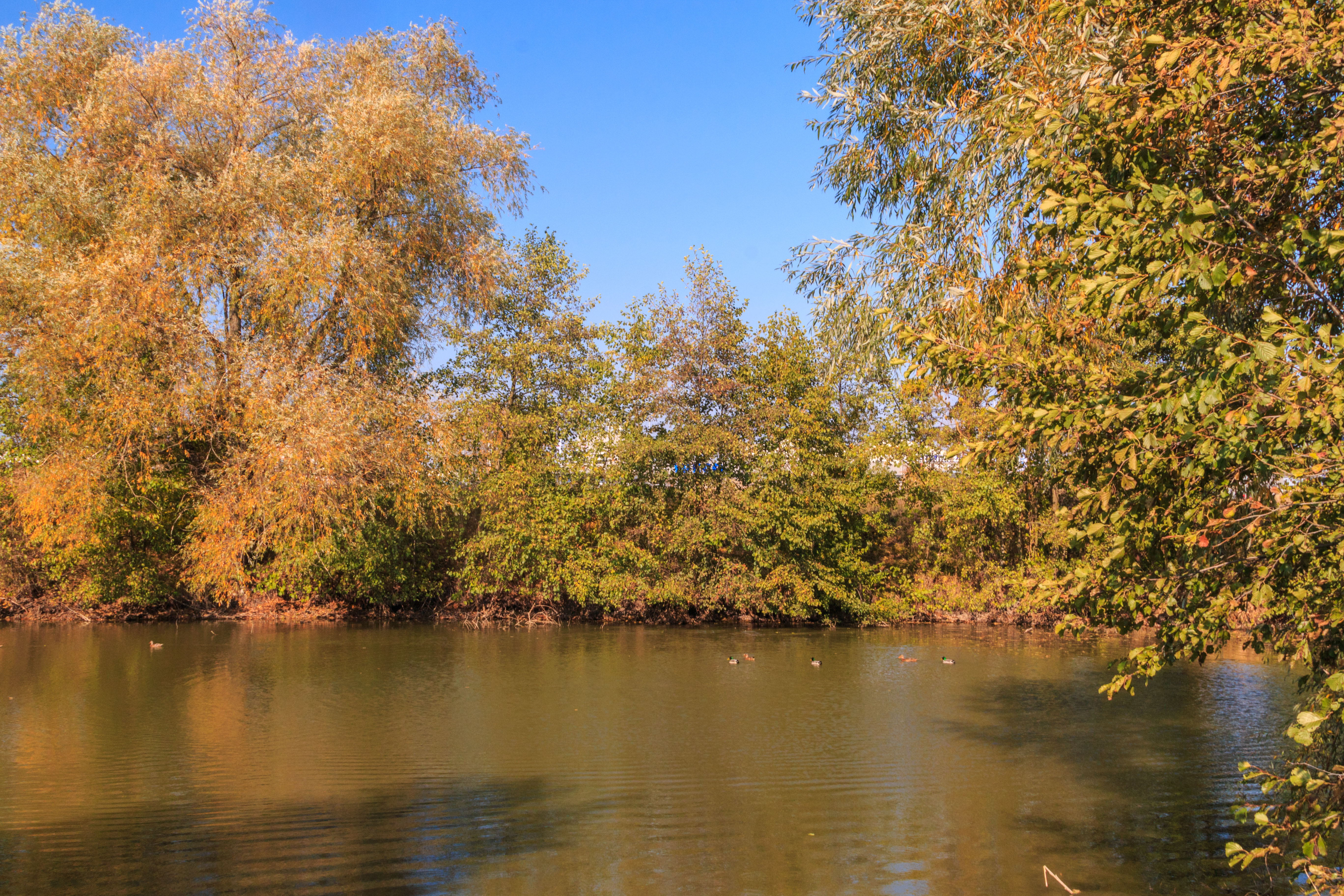
Černé jezero – mrtvé rameno řeky Orlice